# 砂拉越華族文化協會

砂拉越華族文化協會會所

2024年砂拉越華族文化協會第18屆理事會就職

砂拉越华族文化协会（英語：Sarawak Chinese Cultural Association），成立於1990年，致力於推動馬來西亞砂拉越華族的學術活動，進行資料搜集與整理，並出版相關書刊。

## 歷史
1988年，为庆祝组织马来西亚联邦二十五周年，砂拉越政府资助举办全砂各民族文化研讨会，旨在征询各族群对本地文化建设的意见，以供制定相关政策参考。华族文化研讨会在政府与全砂华人社团联合总会（简称“砂华总”）的协作下，于同年7月19日至21日在诗巫民众会堂举行。会上首次提出成立华族文化协会的建议，并在总结会议中获得与会者一致支持。
会后，砂华总联合各省华总成立一个由多方代表组成的小组，负责推动协会的成立事宜。经过近两年的筹划与协调，1990年2月获马来西亚社团注册局批准成立，并在同年设立办事处，正式展开各项文化活动。
2005年永久會所落成於砂拉越詩巫沙廉路。随着馆藏资料与文献日益增多，原有空间与设施逐渐不足，2019年在会长刘伯举的推动下展开扩建及募款工作，并于2021年动工，2023年竣工后进行内部装修，2024年新楼正式落成启用。

### 會員組成
协会会员分为两类：
- 团体会员：由砂拉越各省华总组成，包括晋汉连省、诗巫省、美里省、民都鲁省、斯木省、泗里街省、沐膠省及加帛省。
- 个人会员：为长期居住在砂拉越的马来西亚华裔公民。[3]

### 主要活動
协会致力于推动及保存砂拉越华族文化，举办文化讲座、学术研讨会、工作坊、专题展览及田野调查等活动，并进行与华族相关资料的收集、整理与保存。

### 出版工作
协会积极从事出版事业，已发行与砂拉越华人文化相关的书刊近九十种，并设立出版基金，以支持协会内部的出版项目。

## 历任会长
- 第一任 丹斯里拿督张晓卿爵士
- 第二任 拿督斯里刘会干
- 第三任 拿督刘贤英
- 第四任 许赞礼医生
- 第五任 本固鲁蔡雄基
- 第六任 拿督刘乃好
- 第七任 陈锡监
- 第八任 刘伯举
- 第九任 许益品(現任)

## 外部鏈接
- 砂拉越華族文化協會的Facebook專頁
- 砂拉越華族文化協會的Blogger部落格